# Altnordische Sprache

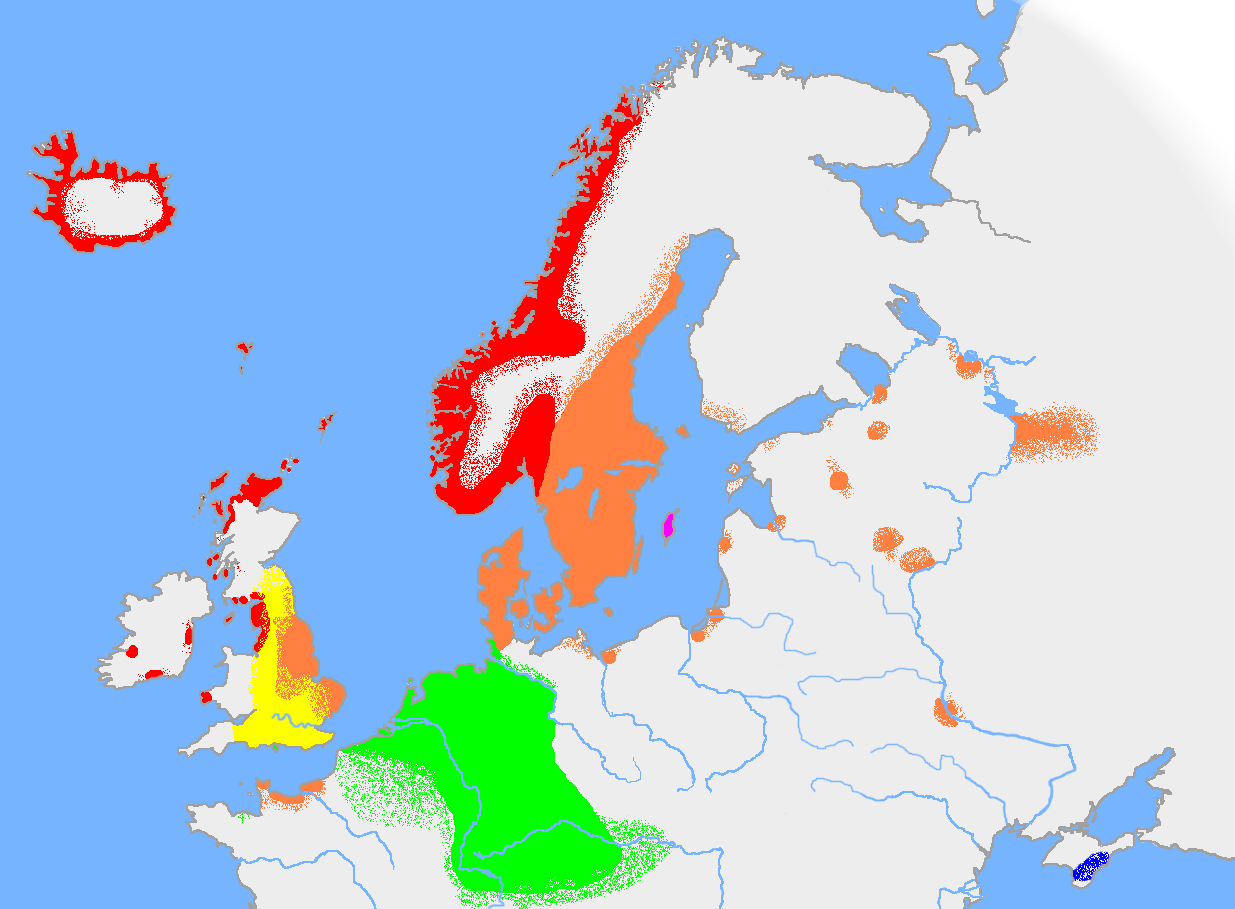
Ungefähre Verbreitung germanischer Sprachen im frühen 10. Jahrhundert
----
Altnordische Sprachen:
Altwestnordisch
Altostnordisch
Altgutnisch (auf Gotland)
----
Andere germanische Sprachen:
Altenglisch
andere westgermanische Sprachen
Krimgotisch

Altnordisch ist eine Sammelbezeichnung für die nordgermanischen Dialekte, die von etwa 800 (Beginn der Wikingerzeit) bis mindestens ca. 1350 in Skandinavien, auf den Inseln bis 1500 gesprochen wurden. Ihr unmittelbarer Vorläufer ist das Urnordische. Die zeitgenössische Bezeichnung dieser Sprache im Mittelalter, die sich später (ab dem 9. Jahrhundert) aufspaltete, war dǫnsk tunga (wörtlich „dänische Zunge“).
Zunächst nur auf Dänemark, Norwegen, Schweden und die Südwestküste Finnlands beschränkt, breitete sich das Altnordische mit den Wikingern auf die Orkneys, die Shetlandinseln, Teile Schottlands, Irlands und Mittelenglands, die Färöer-Inseln, Island und kleine Teile Grönlands aus.
Beim Altnordischen wird zwischen Altwestnordisch und Altostnordisch unterschieden, z. B. anhand der ostnordischen Monophthongierung. Das Altwestnordische umfasst Altnorwegisch und Altisländisch. Die altostnordischen Dialekte Altdänisch und Altschwedisch unterschieden sich bis ins 13. Jahrhundert kaum voneinander. Altgutnisch, das auf Gotland gesprochen wurde, unterscheidet sich von beiden Dialekten und wird als separater Zweig betrachtet.
Für das Früh- bis Hochmittelalter wurde angenommen, dass sich Sprecher des Altnordischen mit jenen des Altniederdeutschen (Altsächsischen) und Altenglischen verstehen konnten.

## Weitere Begriffsklärung
Da der größte Teil der altnordischen Literatur auf Altisländisch und Altnorwegisch überliefert ist, werden die Begriffe Altnordisch, Altwestnordisch und Altisländisch oft synonym benutzt.
Aufgrund der engen Verwandtschaft werden die Sprachen des Altnordischen auch als Dialekte verstanden, deren hochsprachliche Form das Altisländische ist.
In Skandinavien wird die alt(west)nordische Sprache schwedisch norrön, dänisch/norwegisch norrønt genannt. Der Begriff wird auch auf die altnordische Kultur bezogen. Von der norwegischen Bezeichnung für das Altwestnordische, norrønt (bzw. norrøn und norrøne), sind die deutschen Titel des aus dem Norwegischen übersetzten Buches Norröne Grammatik im Überblick (Originaltitel: Norrøn grammatikk i hovuddrag) und des dazu von deutschsprachigen Autoren ausgearbeiteten Norrönen Lern- und Arbeitsbuch abgeleitet.

## Beziehungen zu anderen Sprachen

### Nachfolgesprachen
Die modernen Nachfolger des Altnordischen sind im Westen Isländisch, Nynorsk, Färöisch und das ausgestorbene Norn auf den Orkney- und den Shetlandinseln sowie im Osten Schwedisch, Bokmål und Dänisch; zu Nynorsk und Bokmål siehe den Artikel norwegische Sprache.
Vom altnordischen Sprachzustand haben sich morphologisch Isländisch und Färöisch innerhalb der letzten tausend Jahre am wenigsten entfernt. Diese Sprachen weisen viele grammatische Merkmale auf, die in den anderen skandinavischen Sprachen und Dialekten verlorengegangen sind. Es wird zwischen drei Geschlechtern unterschieden, Maskulinum, Femininum und Neutrum, und zwischen vier bzw. drei Fällen: Nominativ, Genitiv, Dativ, Akkusativ im Isländischen; Färöisch bewahrt den Genitiv nur sehr begrenzt in gehobener Sprache, weist aber die anderen drei Fälle auf. Auch im Wortschatz des heutigen Isländischen und Färöischen haben sich viele alte Wörter bewahrt. Bei der Festlegung der Rechtschreibung im 19. Jahrhundert wurde darauf geachtet, dass sie sich am altnordischen Original orientiert, während sich die heutige Aussprache – vor allem der Vokale – vom Altnordischen stark unterscheidet.
|  |

### Verhältnis zum Englischen
Das Englische war im Laufe seiner Geschichte mehrfach skandinavischen Einflüssen unterworfen. 
Diese zeigen sich noch heute in zahlreichen Entlehnungen aus der Zeit der Wikinger und des Danelag, wie z. B. anger ‚Ärger‘, are ‚[wir, sie] sind, [ihr] seid‘, bark ‚Rinde‘, call ‚rufen‘, cast ‚werfen‘, die ‚sterben‘, egg ‚Ei‘, get ‚bekommen‘ (die westgermanischen Sprachen kennen sonst nur das Gegenteil forget ‚vergessen‘), gosling ‚junge Gans‘, hit ‚schlagen‘, ill ‚krank‘, knife ‚Messer‘, leg ‚Bein‘, root ‚Wurzel‘, rotten ‚faul‘, skin ‚Haut‘, sky ‚Himmel, (älter) Wolke‘, take ‚nehmen‘, they, them, their ‚sie (Plural), ihnen/sie (Objekt), ihr (Possessiv)‘, ugly ‚hässlich‘, window ‚Fenster‘, wing ‚Flügel‘. Ein besonders starker Einfluss ist im Scots zu erkennen, das sich aus den nördlichen Dialekten des frühen Mittelenglischen entwickelt hat.

## Lautlehre

### Vokale
Die Vokalphoneme erscheinen meist als Paare aus kurzem und langem Vokal. Schriftlich wird der lange Vokal durch einen Akzent markiert. Alle Phoneme haben, mehr oder weniger, die erwartbare phonetische Realisierung.
|                               | Vorderzungenvokale | Vorderzungenvokale | Vorderzungenvokale | Vorderzungenvokale | Hinterzungenvokale | Hinterzungenvokale |
| Ungerundet                    | Ungerundet         | Gerundet           | Gerundet           |                    | Hinterzungenvokale | Hinterzungenvokale |
| ----------------------------- | ------------------ | ------------------ | ------------------ | ------------------ | ------------------ | ------------------ |
| Geschlossen (Zungenlage hoch) | i                  | iː                 | y                  | yː                 | u                  | uː                 |
| Halb-Geschlossen              | ɛ                  | eː                 | œ                  | øː                 | o                  | oː                 |
| Halb-Offen                    |                    |                    |                    |                    | ɔ                  | ɔː                 |
| Offen (Zungenlage tief)       | æ                  | æː                 |                    |                    | ɒ                  | ɒː                 |

Charakteristisch für das Altnordische sind häufige Umlaute und Brechungen (Näheres hierzu siehe im Artikel urnordische Sprache):
i-Umlaut, im Allgemeinen bewirkt durch i, j, r:
- a/á > e/æ, o/ó > ø/œ, u/ú > y/ý
- au > ey, iu > ý

u-Umlaut, im Allgemeinen bewirkt durch u, w:
- a > ǫ, e > ø, i > y

Brechung von „e“, im Allgemeinen bewirkt durch nachfolgendes a bzw. u:
- e > ěa > ia (ja) e > ěǫ > iǫ (jǫ)

### Konsonanten
Das Altnordische kennt sechs Plosivlaute. Von diesen tritt /⁠p⁠/ selten am Wortanfang auf, während /⁠d⁠/ und /⁠b⁠/ auf Grund der frikativen Allophone des Proto-Germanischen nicht zwischen Vokalen auftreten (etwa: *b *[β] > v zwischen Vokalen). Das Phonem /⁠g⁠/ wird wortinnerhalb sowie am Wortende als stimmhafter velarer Frikativ [⁠ɣ⁠] realisiert, außer es ist geminiert.
|             | Labial | Dental | Alveolar | Palatal | Velar | Glottal |
| ----------- | ------ | ------ | -------- | ------- | ----- | ------- |
| Plosiv      | p b    |        | t d      |         | k ɡ   |         |
| Nasal       | m      |        | n        |         |       |         |
| Frikativ    | f      | θ ð    | s        |         | (x)   | h       |
| Approximant | w      |        |          | j       |       |         |
| Liquid      |        |        | r l      |         |       |         |

Der velare Frikativ [x] ist ein Allophon von /h/, wenn er in den Kombinationen hv [xw], hl [xl], hr [xɾ] und hn [xn] ausgesprochen wird, etwa in Wörtern wie hvat was, hlaupa laufen, rennen, hringr Ring, hnakki Hals, Nacken.

### Orthographie
Vereinheitlichte altnordische Schreibweisen wurden im 19. Jahrhundert entwickelt und sind zum Teil phonemisch. Die bemerkenswerteste Abweichung ist, dass die nicht-phonemische Differenz zwischen stimmhaften und stimmlosen dentalen Frikativen markiert ist. Wie oben bereits erwähnt, werden lange Vokale durch einen Akzent markiert. Die meisten anderen Buchstaben werden mit derselben Glyphe ausgedrückt wie im IPA, Ausnahmen sind in folgender Tabelle ersichtlich.
| IPA | Standard | Alternative |
| --- | -------- | ----------- |
| ɔ   | ǫ        | ö           |
| æː  | æ        |             |
| œ   | ø        | ö           |
| øː  | œ        | ǿ           |
| θ   | þ        |             |
| w   | v        |             |

## Grammatik
Das Altnordische war – mit Ausnahme des schon früh deflektierten Altdänischen – eine stark flektierende Sprache. Der Großteil der grammatischen Komplexität blieb im modernen Isländischen und Färöischen erhalten, wogegen Dänisch, Norwegisch und Schwedisch ein stark vereinfachtes morphologisches System aufweisen.

### Substantive
Altnordische Substantive konnten eines von drei grammatischen Geschlechtern aufweisen: Maskulinum, Femininum oder Neutrum. Substantive – ebenso wie Adjektive und Pronomina – wurden in vier grammatischen Fällen dekliniert: Nominativ, Genitiv, Dativ und Akkusativ, jeweils im Singular und Plural. Es gab wie etwa im Lateinischen verschiedene Klassen von Substantiven innerhalb jedes Geschlechts, u. a. (die folgenden Beispiele sind dem Altisländischen entnommen):
armr (deutsch Arm), ein maskuliner a-Stamm:
|           | Singular | Plural | Sg. mit Artikel | Pl. mit Artikel |
| Nominativ | armr     | armar  | armr-inn        | armar-nir       |
| Genitiv   | arms     | arma   | arms-ins        | arma-nna        |
| Dativ     | armi     | ǫrmum  | armi-num        | ǫrmu-num        |
| Akkusativ | arm      | arma   | arm-inn         | arma-na         |

troll (deutsch Troll), ein neutraler a-Stamm:
|           | Singular | Plural  | Sg. mit Artikel | Pl. mit Artikel |
| Nominativ | troll    | troll   | troll-it        | troll-in        |
| Genitiv   | trolls   | trolla  | trolls-ins      | trolla-nna      |
| Dativ     | trolli   | trollum | trolli-nu       | trollu-num      |
| Akkusativ | troll    | troll   | troll-it        | troll-in        |

hǫll (deutsch Halle, Saal), ein femininer ô-Stamm:
|           | Singular | Plural | Sg. mit Artikel | Pl. mit Artikel |
| Nominativ | hǫll     | hallir | hǫll-in         | hallir-nar      |
| Genitiv   | hallar   | halla  | hallar-innar    | halla-nna       |
| Dativ     | hǫllu    | hǫllum | hǫllu-nni       | hǫllu-num       |
| Akkusativ | hǫll     | hallir | hǫll-ina        | hallir-nar      |

### Artikel
Das Altnordische kennt, wie die modernen skandinavischen Sprachen, einen bestimmten Artikel, der an das Substantiv angehängt und wie noch heute im Isländischen und Färöischen mitdekliniert ist (vgl. dazu die Tabelle oben). Er wird allerdings deutlich seltener als in den heutigen Sprachen verwendet. Daneben gibt es, ebenfalls wie in den modernen Sprachen, einen freistehenden und vorangesetzten Artikel, der (wie im Deutschen) mit dem schwachen Adjektiv zusammen vorkommt.

### Verben
Anders als die modernen festlandskandinavischen Schriftsprachen kannte das Altnordische eine Konjugation nach Personen. Seit altnordischer Zeit gilt, dass die Form der 2. Person Singular („du“) auch für die 3. Person Singular eintritt („er/sie/es“), beide haben im Indikativ als Endung -r, -ar, -ir je nach Verbklasse.
Wie in allen alten germanischen Sprachen gab es lediglich zwei synthetische Tempora (Zeiten) – Präsens und Präteritum. Dazu kommen die Modi Indikativ und Konjunktiv sowie noch ein Imperativ im Präsens.

## Dialekte
Als sich das Urnordische im 8. Jahrhundert ins Altnordische entwickelte, setzten sich verschiedene Neuerungen geographisch unterschiedlich stark durch:
- Die Umlautung von altem /a/ vor ursprünglichem /i/ und /u/ in der Folgesilbe ist im Westen viel ausgeprägter als im Osten, zum Beispiel in den heutigen Sprachen westlich tekur, tek versus östlich takar, tager ‚nimmt‘ (i-Umlaut) sowie westlich tonn, tönn versus östlich tann, tand ‚Zahn‘ (u-Umlaut).
- Die Assimilation von /n/ an folgendes /k/, /p/, /t/ ist ebenfalls im Westen viel verbreiteter als im Osten, vergleiche in den heutigen Sprachen westlich ekkja, sopp, bratt versus östlich änka ‚Witwe‘, svamp ‚Pilz‘, brant ‚Felshang‘, aber überall etwa drakk, drack u. ä. ‚trank‘.
- Umgekehrt ist die Brechung im Osten ausgeprägter als im Westen, vergleiche in den heutigen Sprachen westlich stela versus östlich stjäla, stjæle ‚stehlen‘, aber überall etwa hjarta, hjärta u. ä. ‚Herz‘.

Die Dialekte waren sich dennoch sehr ähnlich und wurden oft als ein und dieselbe Sprache angesehen, eine Sprache, die manchmal als dǫnsk tunga („dänische Zunge [Sprache]“) und manchmal als norrœnt mál („nordische Sprache“) bezeichnet wurde. Dies wird in den folgenden Zitaten aus Snorri Sturlusons Heimskringla deutlich:
Móðir Dyggva var Drótt, dóttir Danps konungs, sonar Rígs er fyrstr var konungr kallaðr á danska tungu.
Dyggves Mutter war Drott, die Tochter des Königs Danp, Rígs Sohn, der in der dänischen Sprache als erster als König bezeichnet wurde.
… stirt var honum norrœnt mál, ok kylfdi mjǫk til orðanna, ok hǫfðu margir menn þat mjǫk at spotti. … die nordische Sprache war schwer für ihn, und er suchte sehr nach Worten und viele Leute nahmen das zum Spott.
Hier ein Vergleich zwischen den beiden Dialekten. Es handelt sich dabei um ein Transkript von einem der Funbo-Runensteine (U990), mit der Bedeutung: Veðr und Thane und Gunnar errichteten diesen Stein nach Haursa, ihrem Vater. Gott möge seiner Seele helfen.
Veðr ok Þegn ok Gunnarr reistu stein þenna at Haursa, föður sinn. Guð hjalpi ǫnd hans. (altwestnordisch)
Weðr ok Þegn ok Gunnarr ræistu stæin þenna at Haursa, faður sinn. Guð hialpi and hans. (altostnordisch)

## Texte
Die frühesten Inschriften in altnordischer Sprache sind Runen aus dem 8. Jahrhundert. Runen waren bis ins 15. Jahrhundert gebräuchlich. Mit der Konversion zum Christentum im 11. Jahrhundert kam das lateinische Alphabet. Die ältesten erhaltenen altnordischen Texte in lateinischer Schrift stammen aus der Mitte des 12. Jahrhunderts. Allmählich wurde das Altnordische zum Transportmittel einer großen und vielfältigen mundartlichen Literatur – einzigartig im mittelalterlichen Europa.
Der Großteil der erhaltenen Literatur wurde auf Island verfasst. Am bekanntesten sind die nordischen und isländischen Sagas sowie die mythologische Literatur, aber es existiert auch ein großer Bestand an religiöser Literatur, Übersetzungen höfischer Romanzen ins Altnordische, klassische Mythologie, das Alte Testament sowie Anleitungen, grammatische Abhandlungen und viele Briefe und offizielle Dokumente.

### Einführungen
- Katharina Baier, Werner Schäfke: Altnordisch. Eine Einführung. Narr, Tübingen 2012, ISBN 3-8233-6768-4.
- Astrid van Nahl: Einführung in das Altisländische. Ein Lehr- und Lesebuch. Buske, Hamburg 2003, ISBN 3-87548-329-4.
- Jan Alexander van Nahl, Astrid van Nahl: Skandinavistische Mediävistik. Eine Einführung in die altwestnordische Sprach- und Literaturgeschichte. Buske, Hamburg 2019, ISBN 978-3-87548-967-5.

### Grammatiken
- Joh[anne]s Brøndum-Nielsen: Gammeldansk Grammatik i sproghistorisk Fremstilling. Bände I–VIII Schultz bzw. Akademisk Forlag, København 1928–1973, Bände I–II 2., geänderte Auflage ebd. 1950/57.
- Else Ebel: Kleine altisländische Grammatik. 6. Auflage. Brockmeyer, Bochum 1992, ISBN 3-88339-966-3.
- Siegfried Gutenbrunner: Historische Laut- und Formenlehre des Altisländischen. Zugleich eine Einführung in das Urnordische. Winter, Heidelberg 1951.
- Andreas Heusler: Altisländisches Elementarbuch. 7. Auflage. Winter, Heidelberg 1967. ISBN 978-3-8253-0486-7.
- Odd Einar Haugen: Norröne Grammatik im Überblick. Altisländisch und Altnorwegisch. 2., durchgesehene Auflage. Buske, Hamburg 2015, ISBN 978-3-87548-748-0.
- Dietrich Hofmann, Friedrich Ranke: Altnordisches Elementarbuch. Einführung, Grammatik, Texte (z. T. mit Übersetzung) und Wörterbuch. 5. Auflage. de Gruyter, Berlin / New York 1988, ISBN 3-11-011680-4.
- Robert Nedoma: Kleine Grammatik des Altisländischen. 3. Auflage. Winter, Heidelberg 2010, ISBN 978-3-8253-5786-3.
- Adolf Noreen: Altnordische Grammatik. Altisländische und altnorwegische Grammatik (Laut- und Flexionslehre) unter Berücksichtigung des Urnordischen. 5. Auflage. Max Niemeyer, Tübingen 1970, ISBN 3-484-10145-8.
- Adolf Noreen. Altschwedische Grammatik – mit Einschluß des Altgutnischen. Max Niemeyer, Halle 1904.
- Adolf Noreen: Altisländische und altnorwegische Grammatik, unter Berücksichtigung des Urnordischen. 3. Auflage. Max Niemeyer, Halle 1903. Letzte von Noreen bearbeitete Auflage ist die 4. von 1923, als 5. Auflage 1970 nachgedruckt.

### Wörterbücher
- Walter Baetke: Wörterbuch zur altnordischen Prosaliteratur. Akademie-Verlag, Berlin 2005. ISBN 3-05-004137-4.
- Ordbog over det norrøne prosasprog – A Dictionary of Old Norse Prose (ONP). Kopenhagen 1989– (bisher erschienen: a-em (1–3) und Registerband; online verfügbar: alle bisher erschienenen Artikel, Register, Index und seit Juni 2010 Scans aller bisher noch nicht redigierten Zitatzettel).
- Johan Fritzner: Ordbog over Det gamle norske Sprog. Unveränderter Nachdruck der 2. Auflage. Oslo 1954.
- Sveinbjörn Egilsson: Lexicon Poeticum antiquæ linguæ septentrionalis. Ordbog over det norsk-islandske Skjaldesprog. 2. Aufl. Kopenhagen 1931.
- Alexander Jóhannesson: Isländisches Etymologisches Wörterbuch. Bern 1956.
- Jan de Vries: Altnordisches etymologisches Wörterbuch. 3. Auflage (Nachdruck der 2., verbesserten Auflage 1962). Leiden, Brill 1977.

### Sprachgeschichte
- Oskar Bandle: Die Gliederung des Nordgermanischen. Helbing & Lichtenhahn, Basel/Stuttgart 1973 (2. Auflage 2011).
- Einar Haugen: Die skandinavischen Sprachen. Eine Einführung in ihre Geschichte. Buske, Hamburg 1984. ISBN 3-87118-551-5.